# Wybory prezydenckie w Kazachstanie w 1991 roku
Wybory prezydenckie w Kazachstanie w 1991 roku – pierwsze wybory prezydenckie w Kazachstanie, które rozpisano na 1 grudnia 1991 roku. Jedynym kandydatem był Nursułtan Nazarbajew, który zebrał 98% ważnych głosów przy frekwencji 88,2%.